# Bruderhöfer

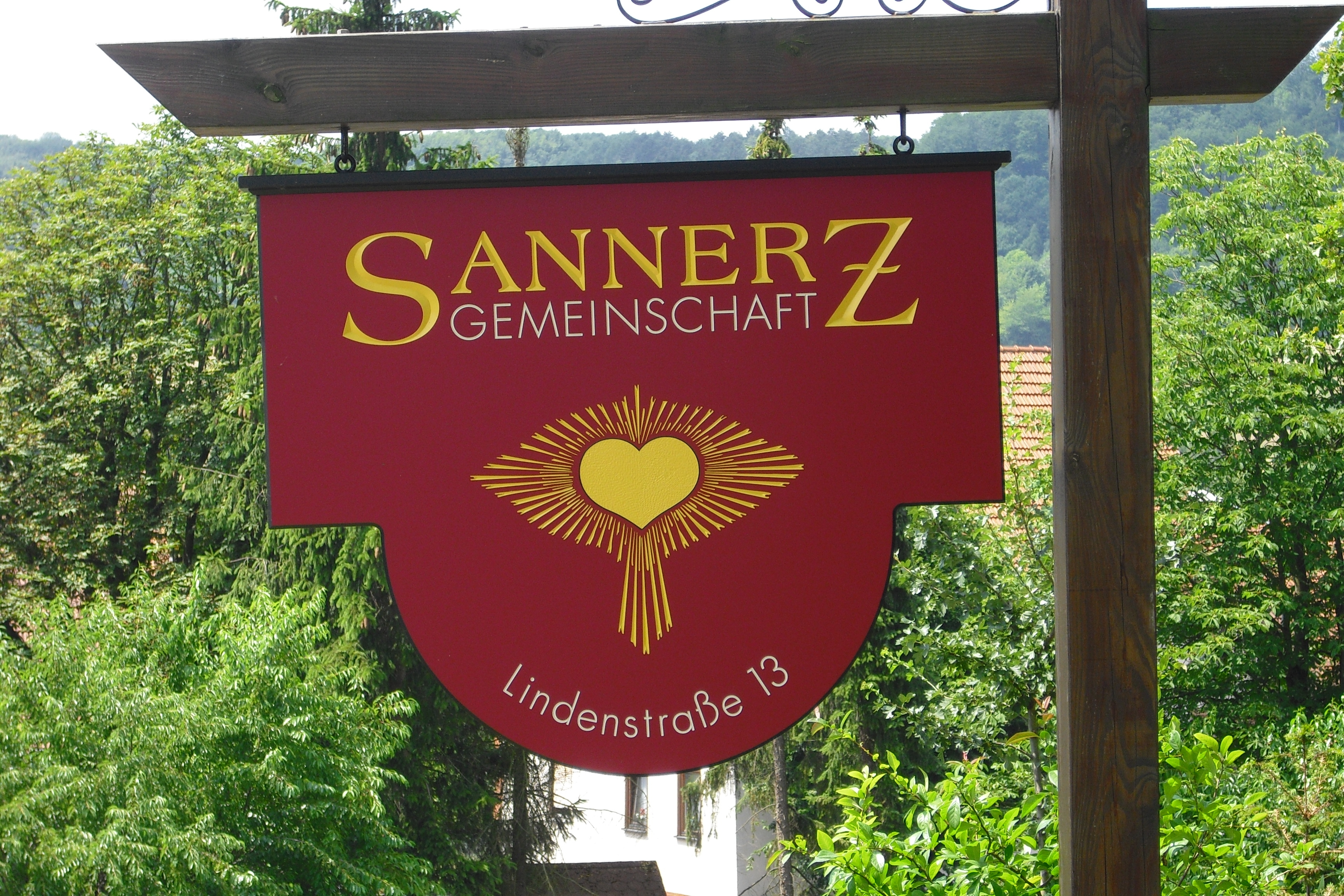
Schild im Eingangsbereich des ehemaligen Bruderhofs in Sannerz

Die Bruderhöfer sind eine neutäuferische Bewegung, die eine am Vorbild der Jerusalemer Urgemeinde orientierte Gütergemeinschaft praktiziert. Ihre Entstehung geht unter anderem auf die Eheleute Eberhard und Emmy Arnold zurück, die 1920 in Hessen die erste Bruderhof-Gemeinschaft gründeten. Nach der Vertreibung durch die Nationalsozialisten 1937 fanden sie zunächst Zuflucht im Fürstentum Liechtenstein und später in England. Heute gibt es Niederlassungen der Bruderhöfer in Australien, Großbritannien, Österreich, Paraguay und in den Vereinigten Staaten. Nach zwei aufgegebenen Niederlassungsversuchen in den 1960er beziehungsweise 1980er Jahren existiert in Deutschland zurzeit eine Bruderhofgemeinschaft in Bad Klosterlausnitz, die 2004 gegründete Holzland-Gemeinschaft.
Die Bruderhöfer waren zeitweilig der Gemeinschaft der Hutterer angeschlossen und erhielten von ihnen den Beinamen Arnoldleut. Seit 1995 sind sie wieder von ihnen getrennt.

## Geschichte

Gründerehepaar Emmy und Eberhard Arnold mit ihren Kindern Emmy-Margret, Heini und Hardy um 1915

Zur Vorgeschichte der Bruderhofbewegung gehören die sogenannten Offenen Abende, zu denen das Ehepaar Eberhard und Emmy Arnold ab 1919 in ihre Berliner Wohnung einlud, um mit Freunden über eine neue geistliche Lebensgestaltung nachzudenken. Der Erste Weltkrieg hatte bei den Arnolds und ihren Freunden eine tiefe Erschütterung ausgelöst und ließ sie nach anderen Möglichkeiten eines praktischen Christentums suchen. Die geistlichen Wurzeln ihrer neuen Ideale sahen sie im Täufertum und in der radikalen Reformation des 16. Jahrhunderts. Tausende hatten in jener Zeit die Großkirchen verlassen, um als Brüder und Schwestern in urchristlicher Gemeinschaft miteinander zu leben. Auch das Lebenszeugnis der württembergischen Pfarrer Johann Christoph Blumhardt und Christoph Blumhardt hatte die Mitglieder der Gemeinschaft entscheidend geprägt. Weitere Impulse kamen aus der Theologie des religiösen Sozialismus und der Jugendbewegung. Der Volksschullehrer Georg Flemmig, der von Eberhard Arnold über dessen zahlreiche Veröffentlichungen unter anderem im Furche-Verlag gehört hatte, informierte den Berliner Kreis über seine Pläne, in Schlüchtern eine urchristliche Gemeinschaft, die mit einem Siedlungsprojekt verbunden sein sollte, ins Leben zu rufen. Erste Schritte in diese Richtung seien bereits gegangen und eine Landwirtschaft, der Habertshof, erworben worden. Die Arnolds entdeckten Geistesverwandtschaft und luden für Pfingsten 1920 gemeinsam mit Flemmig zu einem großen Treffen nach Schlüchtern ein. Über 200 Teilnehmer erschienen. Viele von ihnen wurden zu Mitbegründern der Neuwerk-Bewegung, die bis 1935 existierte und aus der sich (zum Teil auch durch Abspaltung) mehrere christliche Siedlungsprojekte entwickelten, darunter der bereits erwähnte Habertshof und die Sannerz-Gemeinschaft. Letztere gilt als Keimzelle der Bruderhof-Bewegung.

### Sannerz

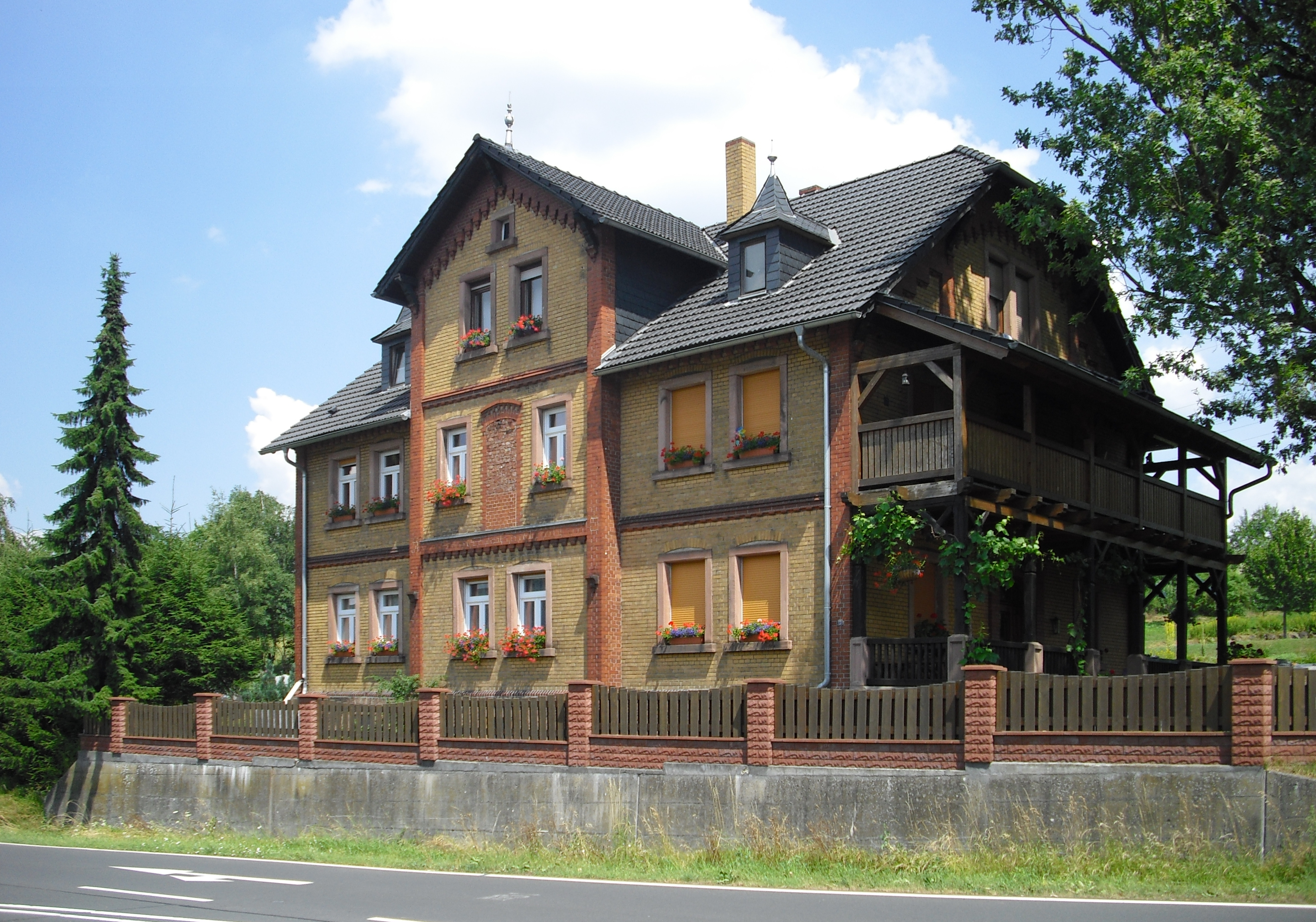
Die Paulsche Villa – Wohnhaus der Sannerz-Gemeinschaft

Bruderhofgemeinschaft Sannerz (1924)

Titelseite der Sonnenlieder – Gesangbuch der Bruderhöfer

Am Tag nach dem Schlüchterner Treffen besuchten Eberhard und Emmy Arnold das in der Nähe gelegene Dorf Sannerz. Tagungsteilnehmer hatten sie auf die Paulsche Villa (siehe Bild) aufmerksam gemacht; sie stünde zur Verpachtung oder zum Verkauf und würde sich mit ihren zahlreichen Zimmern als Domizil einer christlichen Lebensgemeinschaft eignen. Das Ehepaar Arnold verhandelte mit dem Besitzer Konrad Paul und konnte nur wenige Tage später Haupt- und Nebengebäude sowie neun Morgen Land zunächst auf zehn Jahre pachten. Für die erste Jahrespacht, notwendige Reparaturen und Anschaffungen stellte der Hamburger Reeder Kurt Woermann, ein Freund Georg Flemmigs, 30.000 RM zur Verfügung.  Zu den ersten Bewohnern des „Sannerz-Hauses“ gehörten neben dem Ehepaar Arnold und ihren fünf Kindern Else von Hollander, Eva Öhlke, Suse Hungar, Gertrud Cordes und der Schriftsteller Otto Salomon. In den folgenden Monaten kamen weitere Bewohner hinzu, darunter die Pädagogin Gertrud Dalgas, genannt „Trudi“.
Von Anfang an war das Wohn- und Siedlungsprojekt in Sannerz, das man in Anspielung auf den Ortsnamen Sonnherzgemeinschaft nannte, ein Magnet für zahlreiche Besucher aus unterschiedlichen sozialen und weltanschaulichen Herkünften. Zu den rund 2000 Gästen der Jahre 1920/21 gehörten unter anderem Hermann Kutter (1863–1931), Begründer der Schweizer Bewegung des Religiösen Sozialismus, der Schriftsteller Theo Spira (1885–1961), der Reform- und Friedenspädagoge Kees Boeke (1884–1966), der Schriftkünstler Rudolf Koch (1876–1934), der später die Titelseite des bereits erwähnten Bruderhof-Gesangbuchs Sonnenlieder entwarf, sowie der jüdische Religionsphilosoph Martin Buber (1878–1965). Zu den zahlreichen Besuchern gehörten aber auch Mitglieder der proletarischen, freideutschen und christlichen Jugendbewegung. Einige blieben nur kurze Zeit, manche für ein paar Wochen, andere für immer. Auch Lebenskünstler und originelle Weltverbesserer stellten sich ein. Unter ihnen war auch Hans Fiehler, einer der Brüder Karl Fiehlers, des späteren Nazi-Oberbürgermeisters von München. Er war nach traumatischen Erlebnissen aus dem Ersten Weltkrieg als Pazifist zurückgekehrt, zog viele Jahre obdachlos durch Deutschland und verkündete seine Friedensbotschaft vor allem musikalisch. Seine Markenzeichen waren Zipfelmütze, kurze Hose und ein rotes Hemd, das die Aufschrift „Hans im Glück“ trug.
Im Winter 1921/1922 kam es innerhalb der Sannerz-Gemeinschaft zu schwerwiegenden Auseinandersetzungen, die dann im darauffolgenden Sommer zu einer schmerzhaften Trennung führten. Bereits im Februar 1922 verließ Otto Salomon die Sonnherzgemeinschaft. Eine seiner Begründungen war, dass „so viele Wertlose“ Aufnahme in die Gemeinschaft gefunden hätten und deshalb „die Wertvollen mehr und mehr fort“ geblieben seien. Salomon schloss sich nach seinem Austritt für kurze Zeit einem von Flemming initiierten Männerbund an, verließ dann aber noch im Jahr 1922 die Neuwerk-Bewegung, um die Leitung des Christian Kaiser Verlages zu übernehmen. Andere Mitglieder der Sonnherzgemeinschaft warfen Eberhard Arnold im Blick auf die wirtschaftlichen Verhältnisse des Projektes „Verantwortungslosigkeit und eine unlautere Vermischung von wahren Glaubens- und bloßen Geschäftsdingen vor“. Während die Familie Arnold im Sommer 1922 in der Bilthovenener Brüderschaft Kees Boekes ihren Urlaub verbrachte, kam es in Sannerz zum offenen Aufstand und nach Rückkehr der Arnolds zum Austritt von über 40 erwachsenen Mitgliedern und deren Kindern. Zurück blieben Eberhard und Emmy Arnold mit ihren fünf Kindern, Else und Monika von Hollander, Paul Hummel, Suse Hungar und Gertrud Dalgas.

### Rhönbruderhof
1926 wechselte die Gemeinschaft auf die Rhön und übernahm dort den heruntergekommenen Sparhof mit mehreren Nebengebäuden und 75 Hektar Land, um Landwirtschaft zu betreiben. Die Kaufsumme betrug 26.000 Mark. Vereinbart war eine Anzahlung von 10.000 Mark, die Fürst Günther von Schönburg-Waldenburg übernahm.
Der Sparhof wurde in Bruderhof (später in Rhönbruderhof) umbenannt. Die Gemeinschaft wuchs beständig und umfasste bald wieder 80 bis 100 Erwachsene sowie Kinder. Sie kamen aus vier sehr unterschiedlichen Hintergründen: Jugendbewegte, linke Proletarier, akademisch Gebildete sowie Vertreter eines erweckten und stark an der Bibel orientierten Christentums. Verbunden wussten sie sich durch die Ideen des Religiösen Sozialismus und des Pazifismus (hier standen sie besonders dem deutschen Zweig des Internationalen Versöhnungsbundes nahe). Zu den Persönlichkeiten, die zwar keine Mitglieder des Bruderhofes waren, den Überzeugungen der Bruderhofgemeinschaft aber entscheidende Impulse gaben, gehörten Friedrich Wilhelm Foerster, Gustav Landauer und Leonhard Ragaz. Die erwähnten Anschauungen und Prägungen brachten den Bruderhof schon früh in einen Gegensatz zum Gedankengut der nationalsozialistischen Bewegung.
Auf der Suche nach einem größeren geistlichen Verband wandte sich im November 1927 der „Bruderhof Neuhof, Kr[eis]. Fulda“ an den mennonitischen Prediger und Kirchengeschichtler Christian Neff (1863–1946). Gedacht war an eine „enge Verbindung gegenseitigen Dienstes“. Eine organisatorische Verbindung mit Quäkern oder Baptisten sei nicht denkbar. Ein weiterer Brief, diesmal aus der Feder Eberhard Arnolds, folgte 1928. In ihm bat Arnold die Süddeutschen Mennoniten, mit den Bruderhöfern in einen „recht lebendigen Austausch“ zu treten. Im Mai 1929 besuchte Eberhard Arnold die Hessisch-Pfälzische Mennoniten-Konferenz. Sein Vortrag hinterließ einen starken Eindruck. Ein Gegenbesuch des mennonitischen Reisepredigers Christian Guth (1879–1952) erfolgte noch im selben Jahr. Zu einem organisatorischen Anschluss an die Mennoniten kam es jedoch nicht. 1937 schrieb Neff in einem Aufsatz: „Das Wesen und die Tendenz des Bruderhofes ist und bleibt uns fremdartig.“
In den Jahren 1930 bis 1931 besuchte Eberhard Arnold die Hutterer in Nordamerika, woraufhin sie sich in den 1930er Jahren den Hutterern anschlossen und eine ganze Reihe ihrer Traditionen, unter anderem ihre einheitliche Kleidung, übernahmen. Insgesamt war es so, dass die Gemeinschaft auf dem Bruderhof erst durch die von den Alt-Hutterern gesammelten Erfahrungen so weit kam, dass eine erfolgreiche Gütergemeinschaft möglich wurde.
Von den Alt-Hutterern wurden die Bruderhöfer nach Eberhard Arnold auch als „Arnoldleut“ bezeichnet.

### Verfolgung während der NS-Zeit und Zuflucht im Fürstentum Liechtenstein
Das Verhältnis zwischen Bruderhofgemeinschaft und den zuständigen staatlichen Behörden war bis zum Beginn der NS-Zeit positiv. So hatte es sich der Kasseler Regierungspräsident Ferdinand Friedensburg nicht nehmen lassen, bei der feierlichen Eröffnung der privaten Bruderhof-Schule anwesend zu sein. Später, nach einem harten Kälteeinbruch, rief er persönlich beim Bruderhof an und erkundigte sich nach dem Ergehen der Schüler und Schülerinnen. Kurze Zeit danach traf eine von ihm in Auftrag gegebene Kohlenladung zum Beheizen des Schulgebäudes ein.
Nach der nationalsozialistischen Machtergreifung veränderten sich die Verhältnisse schnell. Bereits im März 1933 erschien der zuständige Dorfpolizist und informierte die Gemeinschaft, dass in Fulda Anklagen gegen sie eingetroffen seien. Man verdächtige sie unter anderem kommunistischer Umtriebe und illegalen Waffenbesitzes. Der ihnen so freundlich gesinnte Regierungspräsident war bereits im Februar 1933 zwangsweise beurlaubt und später entlassen worden. Allerdings war Landrat Heinrich von Gagern, praktizierender Katholik und Mitglied der Zentrumspartei, noch im Amt. Zwischen ihm und den Bruderhöfern bestand eine enge Verbindung. Er informierte sie insgeheim über eine bevorstehende Hausdurchsuchung, die am 12. April 1933 stattfand. Weitere polizeiliche Maßnahmen folgten. Aus Angst, dass die Druckplatten des Hauptwerkes von Eberhard Arnold gefunden und konfisziert werden könnten, vergruben sie diese nächtens auf ihrem Grundstück. Bei dieser Aktion wurden sie beobachtet. Das Gerücht, sie hätten Waffen vergraben, wurde in Umlauf gesetzt und führte zu einer fortlaufenden Überwachung des Bruderhofs.
Am 16. November 1933 erfolgte in den Häusern und auf dem Gelände des Bruderhofs eine großangelegte Razzia, an der die Gestapo, die SS und die lokale Polizei beteiligt waren. Vermutlicher Grund war das Verhalten der Bruderhöfer im Zusammenhang der Volksabstimmung über das Staatsoberhaupt des Deutschen Reiches, die im Juli 1933 vom Reichstag beschlossen worden war und am 12. November 1933 durchgeführt werden sollte. Sie hatte im Vorfeld zu einer Reihe von Briefen geführt, die die Gemeinschaft unter anderem an den Reichspräsidenten Paul von Hindenburg und an den Reichskanzler Adolf Hitler adressiert hatte. Inhaltlich ging es um die Stellung des Bruderhofes zum Staat und deren theologische Begründung. Bruderhofmitglied Kurt Zimmermann berichtete in seinem Überblick unseres gemeinsamen Lebens, dass er bei der Rechenschaft des hutterischen Ältesten Peter Riedemann (1506–1556) abgeschrieben habe.

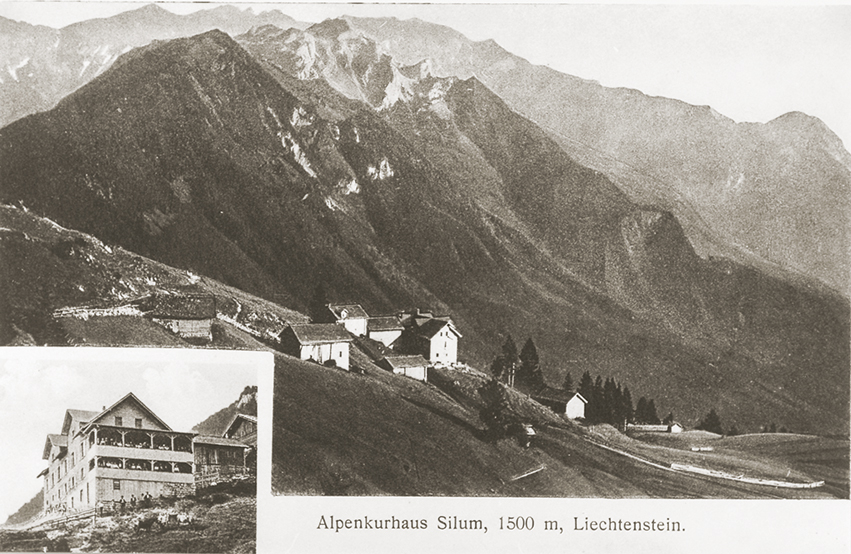
Alpenkurhaus Silum - Domizil der Bruderhöfer während der Liechtensteiner Jahre

Am Ende der Razzia erfolgten zahlreiche Verhöre. Die Bücher des Bruderhof-Verlages wurden beschlagnahmt und die Aufnahme von Gästen untersagt. Auch wurde die Schließung der Bruderhof-Schule angeordnet. Sie sollte durch eine Staatsschule ersetzt und mit einem nationalsozialistischen Lehrer besetzt werden. Noch bevor die Pläne zur Durchführung gelangen konnten, wurden die zwanzig Schulkinder der Bruderhofgemeinschaft zu Freunden in die Schweiz gebracht. Kurze Zeit später folgten auch die Jugendlichen. Als der von der NS-Verwaltung beauftragte Lehrer schließlich erschien, fand er keine zu unterrichtenden Kinder mehr vor. Eberhard und Anny Arnold begaben sich nach diesen Erlebnissen auf die Suche nach einer neuen Heimstatt für die Bruderhofgemeinschaft und wurden im Fürstentum Liechtenstein fündig. Auf der Alm Silum wurde ihnen das dort befindliche Kurhaus (siehe Bild) angeboten. Sie schlossen einen Pachtvertrag und bereits 1934 konnten die in der Schweiz untergebrachten Kinder und Jugendlichen sowie einige Rhönbruderhof-Familien dort einziehen. Als neuer Name des Domizils wurde die Bezeichnung Almbruderhof gewählt.
Die endgültige Auflösung des Rhönbruderhofs erfolgte aufgrund einer „Staatspolizeilichen Anordnung“ vom 9. April 1937. In ihr hieß es unter anderem, dass „der Verein Neuwerk - Bruderhof, Veitsteinbach, Kreis Fulda [...] mit sofortiger Wirkung“ aufgelöst und das gesamte Vereinsvermögen beschlagnahmt wird. Am 14. April 1937 wurde diese Anordnung umgesetzt. Unter dem Einsatz von Polizei, Gestapo und ca. 50 SS-Männern wurden die Bewohner des Bruderhofs zusammengetrieben, verhört und erkennungsdienstlich behandelt. Die Gebäude wurden durchsucht und dabei eine große Menge von Unterlagen konfisziert. Die Ereignisse im Zusammenhang der Auflösung wurden von den beiden US-amerikanischen Hutterern Michael Waldner (Bon Homme, Süddakota) und David Hofer (James Valley, Manitoba), die im Zusammenhang einer Visitation auf dem Rhönbruderhof weilten, beobachtet. Hofer fertigte darüber ein Protokoll an, das inzwischen mehrfach veröffentlicht wurde.

### England, Paraguay, Vereinigte Staaten
Von Liechtenstein aus zogen die Bruderhöfer zunächst in das Vereinigte Königreich. Erste Quartiermacher reisten bereits 1933 nach England. Dort drohte den deutschen Mitgliedern nach Kriegsausbruch die Internierung. So wanderten sie weiter nach Paraguay. Paraguay war das einzige Land, das 1941 den circa 350 Bruderhöflern eine Einreisegenehmigung erteilte und die Gründung der Siedlung Primavera (Paraguay) ermöglichte. Nach einer Krise Ende der 1950er bis Anfang der 1960er Jahre zogen die Bruderhöfer in die Vereinigten Staaten, wo sie eine wechselvolle Geschichte der Teilung, Wiedervereinigung und wiederum Trennung von den hutterischen Schmiedeleut durchliefen. Während dieser Zeit verloren sie durch Ausschluss und Austritt etwa die Hälfte ihrer Mitglieder.
Die Geschichte dieser Krise wird von den Bruderhöfern anders gesehen als von denen, die weggingen oder gehen mussten. Eine grundlegende Aufarbeitung der Trennung ist noch nicht erfolgt.

### Wiederansiedlung in Deutschland bzw. Österreich
Eine Wiederansiedlung in Deutschland gestaltete sich zunächst schwierig. Die 1955 auf dem Sinntalhof bei Bad Brückenau gegründete Niederlassung musste wegen Rechtsstreitigkeiten bereits 1961 wieder aufgegeben werden. Im Jahre 1988 siedelten sich Bruderhöfer mit finanzieller Unterstützung der Schmiedeleut-Hutterer auf dem Michaelshof in Birnbach im Westerwald an, der jedoch 1996 aufgegeben wurde. Die Gemeinschaft verließ Deutschland. Erst im August 2002 kehrte sie an ihren deutschen Ursprungsort in Sannerz zurück. Die Gemeinschaft dort wurde jedoch im Dezember 2020 wieder aufgegeben. Weiterhin existiert aber im thüringischen Kurort Bad Klosterlausnitz eine Niederlassung sowie (im deutschsprachigen Raum) eine in Unternalb bei Retz in Österreich.

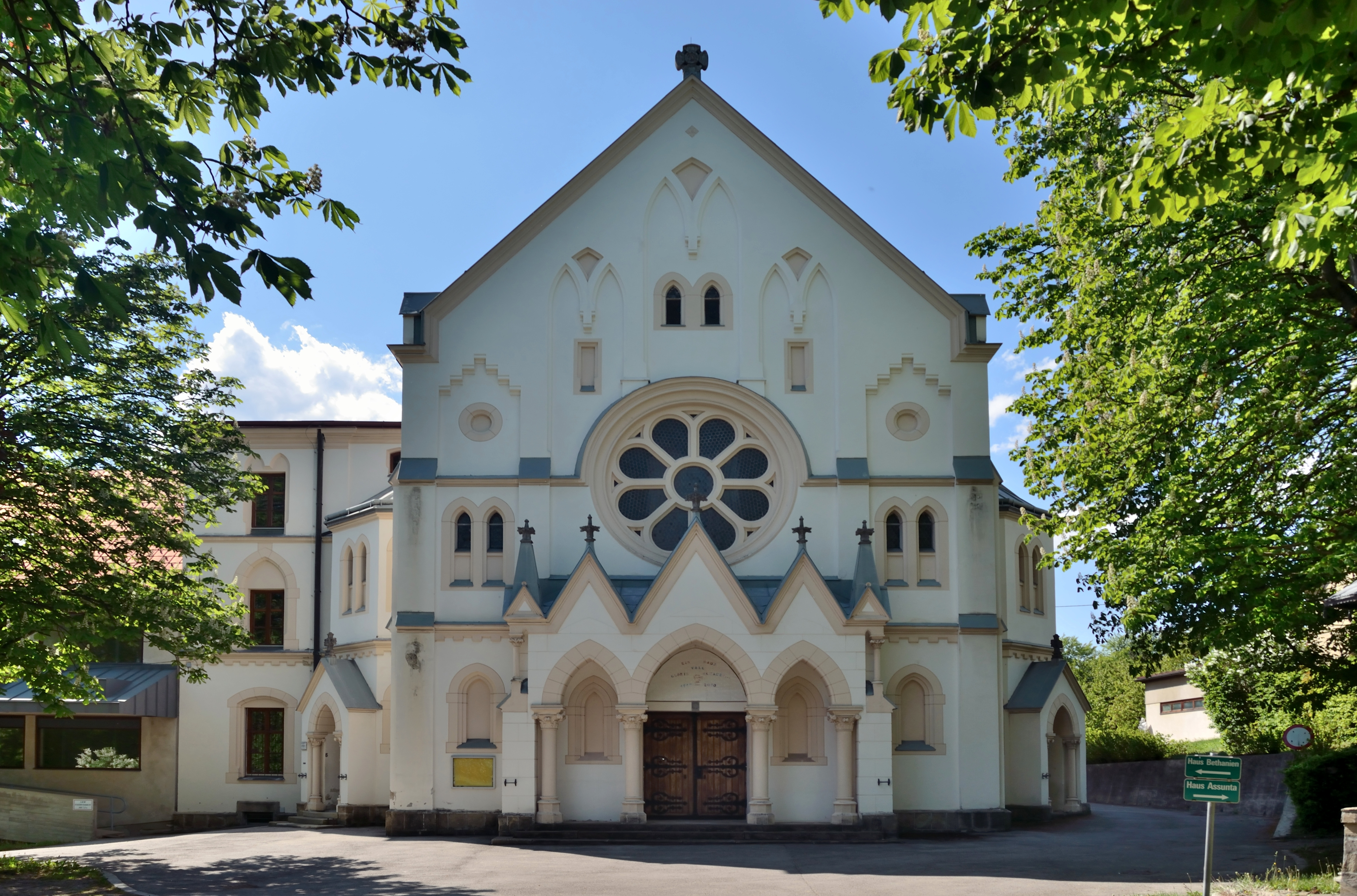
Kirchengebäude des ehemaligen Annunziataklosters am Stein

In der Folge wurde 2021 in Österreich das unter Denkmalschutz (Listeneintrag) stehende, 2011 von den Franziskanerinnen-Missionarinnen Mariens aufgegebene Annunziatakloster in Furth – einer Ortschaft in der Gemeinde Maria Anzbach an der Grenze zum Eichgrabener Ortsteil Stein – als Bruderhof am Stein mit zirka 40 Bewohnern besiedelt.

## Lehre und Leben

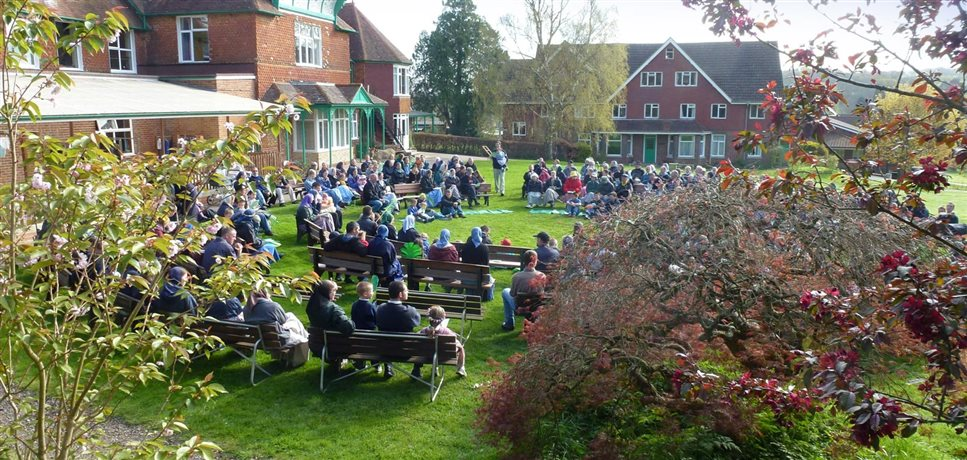
Open-Air-Versammlung des Darvell-Bruderhofs

Als Glaubensgrundlage galt von Anbeginn das apostolische Glaubensbekenntnis. Ebenso grundlegend sind die Lehren Jesu Christi, insbesondere der Bergpredigt. Das verpflichtet die Bruderhöfer zu Gewaltlosigkeit, Nächsten- und Feindesliebe sowie Treue in der Ehe. Vorbild ist ihnen das gemeinschaftliche Leben der Urchristen, wie es in der Apostelgeschichte beschrieben wird, sowie die Didache. Sie verfügen über keinen Privatbesitz, sondern legen ihre Güter zusammen und teilen alle Güter miteinander. Über eine Gemeinschaftskasse wird jeder versorgt, wie er es nötig hat.
Es bestehen neben den Hauptniederlassungen in den Vereinigten Staaten auch kleinere Gemeinschaften in Deutschland, England und Australien. Diese sind heute nur noch zu einem Teil deutscher Herkunft. Seit ihrer Auswanderung in die Vereinigten Staaten ist deshalb die hochdeutsche Sprache nicht mehr die übliche Sprache der Bruderhöfe.
Die Bruderhöfer kennen keine Gemeindeautonomie wie die Althutterer, sondern werden zentral geleitet. Auch fehlt das bewusste Zufallselement bei der Auswahl der Gemeindeleitung. Stattdessen wird die Leiterschaft von den Mitgliedern durch einen möglichst einstimmigen Beschluss eingesetzt.

## Gewerbetätigkeit
Die Bruderhöfer stellen in Großbritannien im Unternehmen Community Playthings Kindermöbel, Kindergarteneinrichtungen und Spielzeug aus Holz her; die deutschen Bruderhöfe liefern Teile dazu. In den Staaten fertigt Rifton Equipment individuelle Hilfsmittel für Körperbehinderte, in Australien produziert Danthonia Design individuell gefertigte Außenwerbung. International betreiben die Bruderhöfer den Verlag Plough Publishing House. In Unternalb wird regionales Biogemüse angebaut, gezogen und auf Märkten verkauft. Ebenso wird ein Abo einer Gemüsekiste in verschiedenen Größen angeboten.